# 鳥取市立湖南学園中学校
鳥取市立湖南学園中学校（とっとりしりつ こなんがくえんちゅうがっこう）は、鳥取県鳥取市吉岡温泉町に存在していた中学校。2018年、鳥取市立湖南学園小学校と統合し、義務教育学校へ移行した。

## 概要
鳥取市立湖南学園小学校と小中一貫教育を行っており、地域を限定して規制を緩和する「構造改革特別区域法（構造改革特区）」により、内閣総理大臣から認められた「鳥取市湖南小中一貫教育特区」（中国地方で初めての「小中一貫教育特区」）の「研究開発推進学校」（事実上の小中一貫校）であった。 
構造改革特区を利用しているため文部科学省が策定した学習指導要領に捉われない独自のカリキュラムを採用していた。

## 沿革
- 1947年（昭和22年）
  - 4月1日 - 吉岡村と大郷村の組合立として鳥取県気高郡学校組合立湖南中学校を設立。
  - 4月29日 - 開校。暫定措置として旧郡役所の敷地及び庁舎を使用。
- 1949年（昭和24年）9月28日 - 校旗および校歌制定。
- 1950年（昭和25年）3月 - 2階建て4教室完成。
- 1953年（昭和28年）7月1日 - 吉岡村、大郷村が鳥取市に編入されたことに伴い、鳥取市立湖南中学校と改称する。
- 1954年（昭和29年）10月 - 新校地に2階建て6教室竣工。
- 2006年（平成18年）4月1日 - 鳥取市立湖南小学校と小中一貫教育を実施。
- 2007年（平成19年）11月22日 - 鳥取市が内閣総理大臣より「鳥取市湖南小中一貫教育特区」（中国地方で初めての「小中一貫教育特区」）の認定を受ける。
- 2008年（平成20年）4月1日 - 鳥取市立湖南学園中学校に改称。鳥取市湖南小中一貫教育特区の「研究開発推進学校」（事実上の小中一貫校）に移行。
- 2009年（平成21年）4月1日 - 鳥取市立湖南学園小学校の校地へ移転し、一体型校舎となる。
- 2018年（平成30年）3月31日 - 義務教育学校の鳥取市立湖南学園への移行のため閉校。

（参考：学校年表・鳥取市七十年 : 市史561頁）

## 校歌
- 作詞：花房敏行、作曲：小泉恵[2][3]

## 通学区域
- 鳥取市立湖南学園小学校

## 校区周辺
- 湖山池
- 毛無山
- 吉岡温泉

## 出身者
- 川口和久（元プロ野球選手）
- 小林竜一（ボブスレー選手 トリノ五輪、バンクーバー五輪代表）